# رافیک میناسیان (سیاستمدار)
رافیک آرمناکی میناسیان (ارمنی: Ռաֆիկ Արմենակի Մինասյան؛  زادهٔ ۱۵ مهٔ ۱۹۲۶ - درگذشته ۱۹۸۹) سیاستمدار اهل ارمنستان بود.

## زندگی‌نامه
وی در ۱۵ مهٔ ۱۹۲۶ ‏در کاوارت به دنیا آمد و از دانشگاه دولتی ایروان (۱۹۵۸)، مدرسه عالی حزبی (۱۹۶۱) فارغ‌التحصیل گشت. وی در حزب کمونیست ارمنستان (اتحاد شوروی) فعالیت می‌کرد. همچنین برندهٔ جوایزی همچون نشان پرچم سرخ کار و نشان دوستی خلق شده است. وی در ۱۹۸۹ در سن ۶۳ سالگی درگذشت.

## یادداشت
1. ↑  Մոսկվայի բարձրագույն կուսակցական դպրոց